# Elousa includens
Elousa includens là một loài bướm đêm trong họ Erebidae.